# Clarion (Pensilvania)
Clarion es un borough ubicado en el condado de Clarion en el estado estadounidense de Pensilvania. En el año 2000 tenía una población de 6,185 habitantes y una densidad poblacional de 1,602.7 personas por km².

## Geografía
Clarion se encuentra ubicado en las coordenadas 41°12′42″N 79°23′2″O / 41.21167, -79.38389.

## Demografía
Según la Oficina del Censo en 2000 los ingresos medios por hogar en la localidad eran de $19,902 y los ingresos medios por familia eran $40,208. Los hombres tenían unos ingresos medios de $31,204 frente a los $20,214 para las mujeres. La renta per cápita para la localidad era de $10,832. Alrededor del 41.2% de la población estaba por debajo del umbral de pobreza.